# O maior golpe do mundo (mi sono innamorato di tuo marito)
O maior golpe do mundo (mi sono innamorato di tuo marito) è un singolo di Cristiano Malgioglio del 2017, primo estratto dell'album Sonhos. 

## Descrizione
La canzone non è originale, ma unisce due canzoni degli anni '70: O Maior Golpe Do Mundo, cantata da Deny e Dino e Mi sono innamorata di mio marito, cantata da Catherine Spaak, con il testo italiano scritto da Daniele Pace.

## Il video
Il video, pubblicato il 23 giugno 2017, è stato girato in Salento e ruota attorno al cantante che cerca sostegno fra le anziane donne di un paese per attirare l'attenzione di un avvenente ragazzo (interpretato dal bodybuilder e personal trainer Nunzio Giannini), mostrato nel video mentre taglia e mangia sensualmente un'anguria.

## Accoglienza
Il brano ed il video annesso inizialmente non hanno ricevuto particolare riscontro dal pubblico; dopo la partecipazione di Malgioglio alla seconda edizione del Grande Fratello VIP invece, il brano e la clip sono spopolati sul web, arrivando a registrare oltre 30 milioni di visualizzazioni sulla piattaforma YouTube, anche grazie all'ampia promozione del singolo durante il suddetto reality.

## Tracce
1. O Maior Golpe Do Mundo (Mi sono innamorato di tuo marito) – 3:23 (testo: Sabino Corrêa, Daniele Pace – musica: Marcos Lago, Dino Rossi)

## Formazione
- Cristiano Malgioglio - voce
- Lorenzo Summa - voce coro